# Fussballclub Schaan
Il Fussballclub Schaan, più noto come FC Schaan, è una società calcistica non professionistica di Schaan, Liechtenstein. L'associazione è stata fondata nel 1932 si compone di 303 membri e i suoi colori sociali sono il rosso, giallo e blu. 
Partecipa al campionato di calcio svizzero e milita in Seconda Lega Regionale, nella stagione 2006-2007 ha conquistato la promozione dalla Terza Lega Regionale vincendo il campionato.
La squadra partecipa inoltre alla Liechtensteiner Cup, la coppa nazionale del Liechtenstein, aggiudicandosi il titolo per tre volte nel 1955, 1963 e 1994, arrivando in finale per tredici volte. 
Nella stagione 1994/95 partecipa alla Coppa delle Coppe dove al primo turno viene abbinata ai bulgari del Pirin Blagoevgrad. 
Nell'edizione 2006-2007 l'F.C. Schaan ha iscritto un'ulteriore formazione alla coppa, una squadra formata da giocatori italiani conosciuta con il nome di F.C. Schaan azzurri.

## Palmarès

### Competizioni nazionali
- Coppa del Liechtenstein: 3

1953-1954, 1962-1963, 1993-1994

### Altri piazzamenti
- Coppa del Liechtenstein:

Finalista: 1955-1956, 1959-1960, 1960-1961, 1961-1962, 1964-1965, 1965-1966, 1969-1970, 1970-1971, 1992-1993, 2015-2016
Semifinalista: 1999-2000, 2008-2009, 2013-2014, 2018-2019